# 스카이 박스
스카이 박스(영어: Sky Box)는 스포츠 경기장에 관람석과 별도로 설치된 고급 관람시설을 말한다. 럭셔리 박스(영어: Luxury Box) 또는 프레스티지 박스(영어: Prestige Box)라고도 한다. 특히 실외 종목 경기장의 경우 냉난방이 제공되는 별도의 실내 공간이 관중석에 노출되어 있어 스카이 박스라는 이름이 붙었다. 실내 종목까지 포함할 경우, 스포츠 경기를 관람하면서 식음료 등 호텔식 서비스가 같이 제공되는 고급 관람시설을 통칭한다.

## 목적
일반적인 관중석에 비해 매우 비싼 가격대이므로, 주로 기업체들이 대여해 접대용으로 사용하는 경우가 많다.
각국의 인기 스포츠 종목 경기장에 설치된 스카이 박스는 보통 매우 고액으로 1년 단위 예약되며, 별도의 관람석 외에 회의실을 갖춘 경우가 많다.

## 세계의 스카이박스

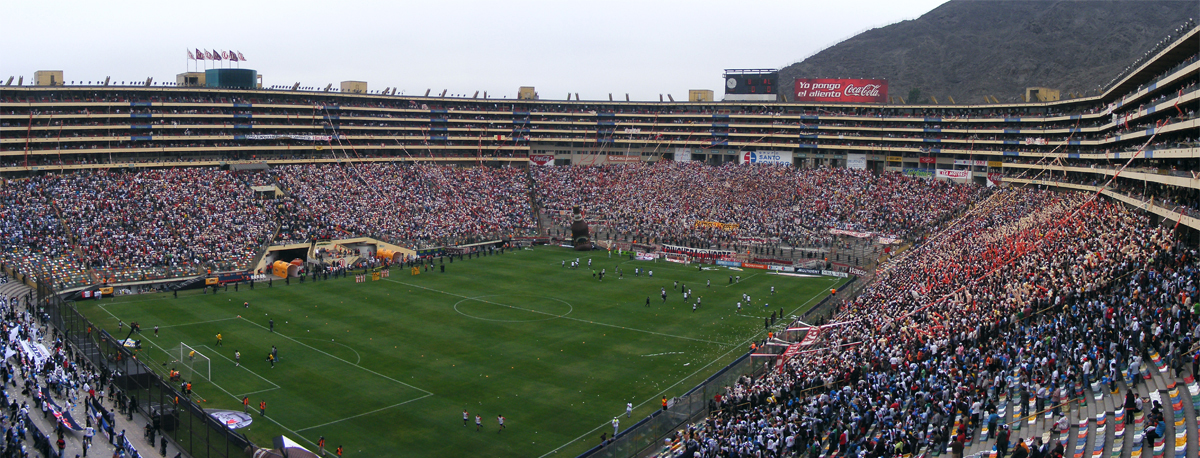
8만 관중이 들어찬 리마의 모누멘탈 경기장

스포츠 경기장에 최초로 스카이박스가 설치된 것은 1965년 미국 휴스턴의 아스트로돔이다. 그 후, 많은 프로스포츠 종목 경기장에 확산되었고, 2000년에 개장한 페루 리마의 모누멘탈 경기장은 80,093석의 관중석 중 무려 20,916석을 스카이박스에 배정했다.

## 대한민국의 스카이박스
대한민국에서 스카이박스의 개념이 본격적으로 등장한 것은 2002년 FIFA 월드컵을 치르면서이다. 기업체들이 거래선을 접대하기 위한 목적으로 주요 월드컵 경기장에 먼저 도입 되었고, 그 후 야구, 농구 등 다른 종목에서도 귀빈석과 구분되는 스카이박스를 설치하기 시작했다.

### 축구장
- 서울월드컵경기장
- 수원월드컵경기장
- 대전월드컵경기장
- 전주월드컵경기장
- 울산문수축구경기장
- 인천축구전용경기장
- 포항스틸야드

### 종합경기장
- 대구스타디움
- 인천 문학경기장

### 야구장
- 창원 NC 파크
- 인천SSG랜더스필드
- 사직 야구장
- 한화생명 이글스 파크
- 대구삼성라이온즈파크
- 수원 kt 위즈 파크
- 광주-KIA 챔피언스 필드
- 고척 스카이돔
- 포항 야구장
- 울산문수야구장

### 기타
- 삼산월드체육관 (농구)
- 고양체육관 (농구)
- 잠실학생체육관 (농구)
- 유관순체육관 (배구)
- SK올림픽핸드볼경기장 (핸드볼)
- 코리아 인터내셔널 서킷 (모터스포츠)
- 서울경마공원 (경마)
- 부산경남경마공원 (경마)